# Nabathaea
Nabathaea is een geslacht van kevers uit de familie bladkevers (Chrysomelidae).
De wetenschappelijke naam van het geslacht werd in 1911 gepubliceerd door Spaeth.

## Soorten
- Nabathaea pygmaea Spaeth, 1911